# 難波金融伝・ミナミの帝王
『難波金融伝・ミナミの帝王』（なんばきんゆうでん ミナミのていおう）は、天王寺大（原作）、郷力也（作画）による日本の漫画。『週刊漫画ゴラク』（日本文芸社）にて連載中。通称「ミナミの帝王」。2021年10月時点でコミックス累計部数は6000万部を記録している。
これを原作とする竹内力主演でケイエスエス（Softgarage）製作のOVシリーズおよび劇場映画作品、千原ジュニア主演のテレビドラマシリーズおよび劇場映画作品などがある。

## あらすじ
幼少時代、非常に裕福な家庭（父親は萬田建設の社長・萬田浩一郎、母親は里子）で育つが、紆余曲折あり貧困地区に堕ちた萬田銀次郎。そこで「長老」をはじめとする住民に政治・経済・礼節等を徹底的に叩きこまれた。その後、金貸しの師匠・金造に金融のいろはを習い、ミナミのマンションの一室に『萬田金融』（「萬田銀行」と称することもある）を開く。
利息はトイチ、「逃げれば地獄まで取り立てに行く」が謳い文句。法のボーダーライン上で活動しているため、周囲からは「ミナミの鬼」と恐れられる。

## 原作マンガ
原作では、舎弟の坂上竜一とともに萬田金融を開いている。他の舎弟に杉本達也（登場頻度は少ない）、黒崎千里（女性の弟子だが達也と恋仲になり破門）がいる。1話で完結している話もあれば、単行本換算でまる1冊を上回り20話程度で完結する話もある。萬田や坂上以外は毎回、登場人物が異なる。1992年から連載がスタートしており、2009年8月、100巻を達成した。これは日本文芸社発行のコミックとしては史上初である。主役以下、ほとんどの登場人物がかなり誇張された大阪弁を用いる。大阪弁の誇張については、単行本175巻所載の『黄金回廊（３）』冒頭にて、久しぶりに大阪に帰った設定の人物が「いったいいつの時代の大阪弁なの！？」と指摘している。その人物は後に東京弁を使う者は信用できないと言われて大阪弁に修正するが、今どきそこまでコテコテの大阪弁は使わないと逆に指摘される。
ストーリーとしては、通常の債権者と債務者のやり取りを描いた話の他、豊田商事事件、安田病院の診療報酬水増し事件、村上ファンド事件等の実際の事件や、痴漢冤罪、バブル崩壊、商工ローン、派遣切り、闇金融、貸し渋り、押し紙、新聞奨学生 etc.といった社会問題を題材にしたものがある。萬田に弁済できない状況に陥った債務者から話を聞き、（銀行による定期預金拘束など）返済できない事情によっては法理論を展開あるいは契約書の矛盾を指摘し弁済できる状況に戻すような法律相談的ストーリーも多い。もっとも、それはあくまでも「ワシに返済させるためにやったことだ」という体裁である。一方で債務者から取り立てる代わりとして、萬田が自ら詐欺を仕掛けて嵌めた事例もある。
なお、民法をはじめとする法律問題の解説や民事裁判の詳細な描写も多いが、民事事件にも係わらず「告訴したるで！」との表現が非常に多い（「告訴」は刑事訴訟法上の用語であり、民事事件については「提訴」が正しい。作者の勘違いか、あえて登場人物にそのように語らせているのかどうかは不明。少なくとも平成時代までは一般人には区別はついていなかったのも事実である）。
話数カウントは「銭の○」。近年はストーリーが非常に長くなることが多く、単行本2 - 3巻分にも及ぶことがある。長編エピソードのとくに前半は、主人公の萬田がストーリーに絡まず、まったく登場しないこともある。
また、別冊漫画ゴラクでは、萬田がミナミに腰を据えるまでの若かりし頃を描いた「大阪ミナミ銭地獄伝説・ミナミの帝王 ヤング編」を連載していた。コミックス9巻分をもって完結している。

### 登場人物
萬田銀次郎
本作の主人公であり、大阪ミナミで十一の高利で高利貸しを営む男である。彼の元には、お金に困った様々な人間がやって来るが、どんな相手であっても、妥協を許さない厳しいキリトリを見せる。わずか10円の借金でさえ踏み倒されれば取り立てに出向いたこともある。ただし、それは「約束は守らなければならない」という考えに基づくもので、「相手に約束を守らせるためには自分も約束を守らなければならない」という信条から、大金を積まれて頼みごとをされても、「それを承諾すれば自分が他者との約束を反故にすることになる」という場合は拒否する。反面状況にもよるが、とても借金をするような人には見えないと判断した場合は取立ての厳しさを理由に警告したり、返済に行き詰っている人間にアドバイスをしたり、金を借りる原因を作ったのが債務者ではなく第3者にあると判断した場合は、取立てを債務者から第3者へ切り替える など人間味のある面も見せている。初期には情婦もいたが、すぐに登場しなくなり現在はミナミの事務所で独り暮らしをしている。
利息は一貫してトイチであり誰が相手でも基本変えないが、理路整然とした事業案とそれを実行し得る能力の両方が借金を申し込んできた人物にあると見た場合、長期的な返済計画として利息を特別にトイチよりも安く設定した事もある。
中期までは失敗をしたりピンチに陥ることもあったが、2010年代からは完璧超人のように描かれることが多くなった。
危機に陥った債務者のストーリーがメインになり、自身はデウス・エクス・マキナのような役割を果たすのが定番になっている。
決め台詞は「利子はトイチやで！」である。
坂上竜一
弟子。もと暴力団準構成員。見習いという立場である。初期は破門級の不祥事を起こしたりもしたが厳しい取り立て力が買われている。
杉本達也
弟子。元は靴屋を経営する家のボンボンだったが、遊び惚けた結果萬田からの借金が払えなくなり、労働で奉仕するために加入。中期まではよく登場していたが近年は登場がなく、コンビニ総集編の人物紹介からも割愛されている。
沢木
日本最大の広域暴力団・浜口組のナンバー2(若頭)で、沢木組組長。実質的に日本極道会のトップと言っても過言ではない大物。強面に大柄な体格といわゆるゴツいヤクザそのものの見た目だが、事務所ではよくテレビゲームやラジコンなどの玩具で遊んでいる子供っぽい一面もある。
カタギの人間である萬田と義兄弟の契りを結んでおり、ツーカーの関係。萬田はカタギを貫いてはいるが、必要とあらば暴力団員である沢木の後ろ盾を使う手に出る事もある。逆に、沢木も萬田には常日頃からシノギで世話になっている。萬田との出会いは『ヤング編』で描かれており、駆け出しの平組員だった沢木は日本一の親分になるという夢を掲げ、阿久津への復讐を果たしたが二度と表舞台に立たないと誓った萬田と共に地上げなどのシノギに精を出していく。

### 金融のシステム
融資を受けたいときは街を歩く萬田に直接交渉するか電話などアポをとって行きつけのスナック「オアシス」や喫茶店で融資を相談する。この時は必ず萬田本人が出向いて直接取引する。元本から利息分を抜いた分が融資され、10日後に利息のみ返済（ジャンプ）か元本を返済するまで10日おきに返済していく。
いかなる理由であっても借りた後での利息の変更や返済期日の延期は認められないが、債務者側の意志による繰上返済は可能で、萬田との対談の際に繰上返済の旨を告げれば対応してもらえる。
一方前述の通り萬田自身が「他人に約束を守らせるためには自分も約束を守らなければならない」という信条を持っているため、基本的に債権者側の都合による繰上返済の要求や貸し剥がしは行われない。
ただし決して公にはしないものの、萬田が債務者の事情を鑑みてこれらの金融システムを変更する事があるが、債務者側が嘘を吐く等の不誠実な言動を見せない限りは債務者側が不利になるような事は行わない。

#### 返済ができないとき
「飛ぶ」として逃げたり偽装を行うと制裁される。また、刑務所に入ったり死亡したりすると取り立てが完全不能になるため、制止する。債務が焦げ付いた時には次のような措置をとる。
- 家族、親族からの代位弁済
- 職場からの代位弁済、差し押さえ
- 財産の差し押さえ、現物換算[注 4]
- 臓器売買
- ソープランドや水商売などでの労働奉仕弁済

臓器、ソープは脅しの要素が強く、よほどの意思や覚悟を持ってくる債務者がそれでもかまわないと表明すると、別の解決策が提示されることも珍しくない。
特に「今はお金が無いが利息を上乗せしたり違約金を追徴されてもいいので何としてでも完済まで払い続ける」「もし知っているならお金になる仕事を紹介して欲しい。そこで働いた上で返済する」等の返済に向けた強い意思表示をすると、返済に行き詰まった背後要因等の聴取が行われる事も多い。
詐欺や悪徳な方法で巻き上げられて発生した債務が債務者からは回収できないと判断された場合は、取り立て対象を債務者から詐欺を働いた第三者へ変更したり、詐欺でぶつけ返して元本を戻すこともある。この時は最終的に第３者から取った額より利息が多くなった場合は利息の返済のみに、元本以上になった場合には債務から引いた額を授業料や手数料としていただくか、再出発資金として債務が0になったほかに「謝礼金」「取り分」と称してお金が貰える場合もある。また、協力費用として債務の帳消しになったケースもある。
銀行のように事業計画に参加して、儲けさせて返済を促したり大きな融資を呼び込ませることもある。反対に倒産を促すこともある。

## 映画・Vシネマ版
竹内力最大のヒット作・代表作であり、レンタルビデオ店ではランキングコーナーの常連であった。原作と違い全作品が一話完結。銀次郎の共闘者として、舎弟および萬田金融に出入りする女性探偵がいる。舎弟役・探偵役のキャストはたびたび変更されている。1992年から2007年にかけて劇場版20本を含め64作品が製作された。英語表記は「THE KING OF MINAMI」。
読売テレビとつながりが強く、第17作「特別編・密約」などは読売テレビ制作作品であり、同局でも放送された。関西地区では土曜日・日曜日の昼間〜夕方時間帯に放送されることが多かったため、『よしもと新喜劇』とともにお昼の定番番組として親しまれていたが、近年同時間帯ではほとんど放送されていない。また同じ読売テレビの「火曜ナイトパーク」（水曜未明の放送）と「金曜ナイトパーク」（土曜未明の放送）の枠だけではなく、年末年始に深夜帯でも不定期に放送されることもある。全国各地の放送局では深夜映画枠によく放送されているほか、CSではチャンネルNECO、日本映画専門チャンネル、V☆パラダイスで毎週放送されている。
ストーリーにはお決まりの筋があり、銀次郎の債務者が何者かに大金を奪われ逃走、銀次郎は債務者を追いかけるが、後から債務者が悪党に騙されていたことを知る。そこで「取れるところから取る」という持論から法律で悪党と立ち向かい金を巻き上げ、騙された債務者に対して借金を棒引き（チャラ）にしたうえ「これで人生やり直せ」と金を持たせるパターンが多い。しばしば登場する難解な法律用語に関しては、適宜解説字幕や説明的なセリフ回し等で補完されている。
オープニングは、銀次郎が債務者から借金を取り立てるアバンタイトルの後に流される。金の厳しさを叫ぶ銀次郎の顔面アップから切り替わり、「難波金融伝」の文字、道頓堀の夜景から「ミナミの帝王」の文字、下にサブタイトルがそれぞれ表示される。2000年リリースの第35作「非情のライセンス」からは、メイン出演者が数名登場するオープニングタイトルが作られ、次作である第36作「極道金融」からは、以降のシリーズ共通となる斉藤かんじ作曲のオープニングメインテーマ曲が流されている。
シリーズ開始以来フィルム撮影で作られてきたが、「恐喝のサイト」「闇の代理人」の回以降はVARICAM撮影で作られていた。
2009年8月に竹内力本人が別の新作発表の際に、「次のストーリーも考えていたけど、諸事情で撮影が不可能になった」と具体的な理由は明らかにしなかったが、本シリーズの打ち切りを表明した。その後2010年から千原ジュニア主演 でキャストを一新した新テレビシリーズ「新・ミナミの帝王」が関西テレビ制作で開始されている。関西テレビでのテレビドラマ製作開始時点で、原作のライセンス管理を行う新会社「ミナミの帝王株式会社」が設立されたことが公表されている。

### 映画・Vシネマ版出演者
- 萬田銀次郎 - 竹内力
幼少時代に萬田建設の社長である父親が、阿久津商事の社長阿久津に、大阪オリンピックをネタに騙され、借金苦で家に火をつけて自殺し（銀次郎の妹も巻き込まれる。原作では首吊り自殺になっている）、母親は蒸発。師匠の金造に金融のイロハを教えてもらう代わりに父親が作った借金を自らが背負うと約束し、大阪のミナミに高利貸し「萬田金融」を開業する。
貸した金は手段を選ばずきっちり回収することから、通称「ミナミの鬼」と呼ばれる。その一方では、酷い目に遭った者や沢木組の組長・沢木が紹介した顧客（弱者）などを情に流され救うこともしばしばあるが、これも債権回収のためと言い切る（原作ではごく稀に商売も損得勘定も抜きで行動することもある）。各種法律や判例などに非常に詳しい。
いつもスーツと黒いサングラス（原作とOVAでは眼鏡）を着用。赤、青などの派手な色や革のスーツを着ることもある。初期にはスーツに柄シャツを合わせ、シャツは第一ボタンまで全て留めるというスタイルが多く見られた。中期以降はシングル一つボタンのスーツにマンダリンカラーシャツという組合せが長らく定番で、後期はシャツを上から第二ボタンまで開けるスタイルとなった。シングル三つボタン（比翼タイプ）、ダブル六つボタン二つ掛け、ジップアップなどのスーツを着用した時期もあった。また時代情勢に合わせて商売道具も変化しており、初期は自動車電話などを使っていたが後に携帯電話に移行、インターネットも利用して情報も集めるようになる。
初期作品では性格も原作に近く豪快で時に陽気な人物だったが、作品を重ねるにつれ強面で寡黙なキャラクターへと変化していった。既婚者の設定や、矢吹麻子（竹井みどり）と恋愛関係にある設定の時期もあったが、その後は婚姻経験はない扱いになっている。
シリーズ終了時の愛車はブラバスチューンが施された黒のボディーカラーでホイールも黒色のR230型メルセデス・ベンツ・SLクラス。雨天時以外はいつもフルオープン状態で走行している。過去には、ボディーカラー・ホイールも黒色のブラバス仕様だったR129型メルセデス・ベンツ・SLクラス、メルセデス・ベンツ・W126、E30型BMW325iケーニッヒ、ジャガー、シボレー・コルベットだった時期もあった。

#### 歴代の舎弟
- 坂上竜一 - 柳沢慎吾
銀次郎の最初の舎弟。原作ではレギュラーだが、映画・Vシネマでは一部の作品にしか登場しない。第1・2作に登場し、第3作では、麻子のトーク内のみでの登場。劇場版partII（第5作）「銀次郎VS整理屋」では、関東で一旗上げると言って銀次郎の元を離れたが、失敗して関西に戻ってきたという設定で再び登場した。また第17作「特別編・密約」でも登場。小料理屋を営む母がいる。
- 金子竜也 - 大森嘉之
二人目の舎弟。第3作「金貸しの条件」から登場し、当初は警察官だったが、ギャンブルと女遊びで道を踏み外し、銀次郎からの借金を背負う。返済のため、銀次郎に言われるがままにクレジットカードで購入した家電製品を換金させられたり、キャッシングによる借り入れをさせられて、膨れ上がった借金が原因で自己破産。これにより、警察を懲戒免職となった。その後、銀次郎の元で金貸しとして再出発する。高田ゆき演じる婦人警官の妹がいる。第16作「劇場版VIII 詐欺師の運命」まで登場。
- 田所純平 - 長江健次
第4作「言われなき借金」では司法試験浪人時代にかじった法律の知識をふりかざす詐欺師の一味だった。ラストで銀次郎に頼み込み、第5作「キタの女闇金」では舎弟として登場する。これ以降のシリーズでは登場しない。
- リョウタ（表記不明） - 宮谷信也
第18作「詐欺師潰し」、第19作「劇場版IX 保険金横領」にのみ登場。
- 水城拓也 - 古本新之輔
第20作「劇場版X 待つ女」から、第29作「劇場版XIII リストラの代償」まで登場。お調子者の遊び人だが、情に弱い一面もある。特に女の涙には弱く、女子高生に自分の貯金から金を貸したり、惚れた女のために銀次郎から借金をしたこともある。親に捨てられたと思しき発言をしている。服装は歴代の舎弟の中で最も派手だった。
- 新庄公平 - 山本太郎
第30作「破産-金融屋殺し」から、第49作「仮面の女」まで登場。歴代舎弟の中で最も長期間（5年間）出演した。非常に筋肉質で、がたいがいい。少々喧嘩っ早く、暴行で捕まったこともあるが、「兄貴、これでいいんですか?」と銀次郎に疑問をぶつけ、銀次郎を動かすことが多い。夜逃げした客を捕まえるため、銀次郎から色々と理由をつけられた挙句、マッサージ店でタダ働きをさせられたことがある。
- 真 - 桐谷健太
第50作「スペシャル劇場版 金貸しの掟」から、第56作「野良犬の記憶」まで登場。ヤクザ相手に怯んだり、自責の念から過去に因果のあった葬儀屋の手伝いをするなど、気の弱い一面を見せることがあった。
- 上坂亮 - 西興一朗
2006年の第57作「ブランドの重圧」から最終作「土俵際の伝説」まで4作に登場する舎弟。銀次郎の常套句である「あんまり爪を伸ばしすぎるとその爪剥がされる」と使うなど、かなり銀次郎をリスペクトしている。

#### 探偵・その他
- 矢吹麻子 - 竹井みどり
矢吹探偵事務所所長。シリーズ初期は別に「矢吹探偵事務所」のオフィスを構えていて、銀次郎と恋仲にあったことから銀次郎の依頼で行動していたが、後のシリーズでは萬田金融の一員として行動している。銀次郎の苦労や性格を把握しており、銀次郎からも非常に信頼されている。第1話では銀次郎とベッドシーンを演じている。第34作「トイチの身代金」までの出演で、川島なお美演じる速水翔子と入れ替わりで降板する。
- 金造 - 横山やすし
萬田金融の出資者であり銀次郎の金融の師匠。麻子の父親の友人でもある。第1作に登場
- 梅子 - 梅垣義明（不定期）
「劇場版partI 銭の二 一千万円の女」で初登場。なお、劇場版partIIではヤクザに刺された舎弟の竜一を助ける役でも登場。本名は梅原哲夫。大阪でゲイバーを経営するオカマであり、銀次郎に惚れているが、銀次郎は梅子に興味がない。時々借金の取立ても行う。
- 桃子 - 未來貴子
探偵。第4・5作に登場。
- なつみ - 坂上香織
矢吹探偵事務所員。第7作に登場。
- 細田佳子 - 可愛かずみ
探偵。第8作〜11作に登場。
- 坂井涼子 - いしのようこ
矢吹探偵事務所員。マイペースで抜けた所があり、水城拓也（古本新之輔）と共にコメディリリーフとしての役割も持つ。潜入調査を担当することもあり、売春組織に女性会員として潜入したり、芸者に扮したこともある。竹井みどりと同じく第34作「トイチの身代金」までの出演で、川島なお美演じる速水翔子と入れ替わりで降板する。
- 恭平 - 中山太吾朗
矢吹探偵事務所員。第17作に登場。
- 速水翔子 - 川島なお美
第35作「非情のライセンス」から、第52作「闇の代理人」まで登場する探偵。変装が得意で、大阪府警等にも顔が利く。アルファロメオ・147やBMW・Z3などを運転し、行動的に情報を探る。
- 西野美咲 - 岩崎ひろみ
2005年の第53作「破産の葬列」から最終作「土俵際の伝説」まで8作に登場する探偵。スクーターに乗って情報収集に走るなど、活発なところを見せる。
- 大村欣一 - 夏八木勲
萬田金融の出資者で、銀次郎にヒントやアドバイスを与える。第10作「甘い罠」、長編版Vol.4「屈辱」で登場するが、第10作は役名が「斉田」となっている。

#### 沢木組
- 沢木英雄 - ゆうき哲也
大阪の暴力団・沢木組（沢木興業）の組長。義理人情を重んじる昔気質の極道で、銀次郎の人柄に惚れ込んでおり、情報収集やボディガードなどあらゆる協力を惜しまない。子分たちの面倒見もよく、一般市民たちからも慕われているが、一方で極道の流儀を踏み躙った者に対しては自らの手を汚すことも厭わず、長編版では銀次郎の生命を狙った丸岡興業の川口を組事務所内で始末している。大学生になる娘が一人いるが、上品な美人であるため、銀次郎や広瀬からは「沢木はんの種やない」と言われている。
- 広瀬昇一 - 天田益男
沢木組幹部で沢木の側近。沢木の誕生日に3万円の花束を贈ったところ、他の組員が高級外車などを贈ったことを引き合いに出され、花束で叩かれ罵倒されてしまうなど、シノギや上納の気遣いの方はあまり得意でないような描写もあった。おっちょこちょいではあるが、銀次郎が沢木に依頼したことには手となり足となり協力する。長編版ではヒットマンに狙われた銀次郎をガードして救った。

#### 端役・サブキャスト
- 山之内幸夫
ほぼ毎回サブキャストとして出演。元山口組顧問弁護士で、本作の法律監修を担当する。
- 宇野ポテト
ほぼ毎回サブキャストとして出演。ゆうき哲也の弟子で元漫才師。本作品の方言指導を担当する。「嘆きのニューハーフ」では、宇野ポテトの芸名で芸人をやっていたが、現在はセールスマンをしているという設定で出演。
- 井上茂
ほぼ毎回サブキャストとして出演。ゆうき哲也の実弟。
- 山本竜二
主にヤクザ役、チンピラ役等で多数の回に出演。第28作「システム金融」では、準メインキャストとして出演した。
- 浪花ゆうじ
主にヤクザ役、チンピラ役等で多数の回に出演。回によっては沢木組組員としての出演もある。
- 土平ドンペイ
主にヤクザ役、チンピラ役で多数の回に出演。当初は本名である「土平友厚」名義での出演。
- 岡田千代
脇役として多数出演 ゆうき哲也の実妻

その他、制作スタッフである田辺博之（キャスティングプロデューサー）、近藤俊明（助監督）なども、多くの回でエキストラとして出演している。

### 映画・Vシネマ版スタッフ
- 監督 - 萩庭貞明、西村昭五郎（第5・8・9作）
- 製作 - 尾川匠、須崎一夫、仁平幸男、伊藤秀裕（エクセレントフィルム）、越智常雄（よみうりテレビ）、西野正夫（よみうりテレビ）
- プロデューサー - 服巻泰三、川崎隆、ゆうき哲也、富田求（よみうりテレビ）、松山浩士（よみうりテレビ）、三池崇史
- キャスティングプロデューサー - 庄司八郎、田辺博之
- 脚本 - 石川雅也、渡辺千明、江良至、友松直之、永沢慶樹、北沢文、吉川次郎、近藤俊明
- 法律監修 - 山之内幸夫
- 撮影監督 - 三好和宏
- 編集 - 菅野善雄（菅野編集室）
- 録音 - 横野一氏工
- スクリプター - 吉田純子、長谷川まゆみ
- スタイリスト - 片柳利依子（竹内力）、宮田弘子（竹井みどり）、佐藤廣明（いしのようこ）、山本麻里亜（山本太郎）、片山彰乃（川島なお美）、橋本侑美（岩崎ひろみ）、横尾早織（桐谷健太）
- 助監督 - 久保寺和人、近藤俊明、十文字浩二
- 主題歌 - 「欲望の街」RIKI
- 方言指導 - 宇野ポテト、井上謹代、山下和美、井上純子
- テーマ作曲 - 斉藤かんじ
- 音楽 - アトリエ・シーラ
- 選曲 - 小原孝司、合田豊、ゴリラサウンド2、元倉宏
- 効果 - 東洋音響カモメ、宮田音響、井橋正美
- 現像 - 東京現像所、東映化学
- 企画（制作） - ヒーロー・コミュニケーションズ（末吉博彦）
- 制作協力 - エクセレントフィルム、グランプリ・エクセレント
- 製作 - ケイエスエス→ケイエスエスエムイー（KSS MEDIA ENTERTAINMENT）→Sg-me（Softgarage MEDIA ENTERTAINMENT）、よみうりテレビ（第17・30・38・50作）
- ビデオ販売元 - ケイエスエス販売→JSDSS（ジータス）

### 竹内力主演作品一覧
※印は劇場公開作品（映倫の認可を受けた、オリジナルビデオでない映画としての作品）
●印はよみうりテレビ制作のテレビドラマとしての公開作品（ドラマ版）
カッコ内は準主役（ゲスト）出演者
表記年はビデオリリース及び劇場公開時のもの
本ナンバリングは発売・公開順であり、公式のナンバリングとは異なる。

#### 1992年
- 1.難波金融伝ミナミの帝王「トイチの萬田銀次郎」6/26（杉原光輪子、坂田雅彦、横山やすし、谷しげる）
- 2.難波金融伝ミナミの帝王2「計画倒産」11/13（藤田佳子、ダン池田、魁三太郎、石井光三 、趙方豪）

#### 1993年
- 3.難波金融伝ミナミの帝王3「金貸しの条件」4/23（本郷功次郎、多賀勝一、吉田光希）
- 4.※難波金融伝ミナミの帝王劇場版partI「銭の一 トイチの結婚」「銭の二 一千万円の女」6/26（内場勝則、大平サブロー、西川のりお、紅萬子）
- 5.※難波金融伝ミナミの帝王劇場版partII「銭の三 銀次郎VS整理屋」7/30 監督：西村昭五郎（渡辺哲、原哲男、升毅、桂きん枝）

#### 1994年
- 6.難波金融伝ミナミの帝王4「言われなき借金」2/25（河原さぶ、丹古母鬼馬二、長江健次、川嶋朋子、柳田真宏）
- 7.難波金融伝ミナミの帝王5「キタの女闇金」6/10（中島宏海、菅田俊、岡八朗、坂田雅彦）
- 8.※難波金融伝ミナミの帝王劇場版partIII「愛人契約」7/30 監督：西村昭五郎（辻本茂雄、住田隆、安原麗子、山口粧太）
- 9.※難波金融伝ミナミの帝王劇場版partIV「破産―乗っ取り」9/10 監督：西村昭五郎（久保晶、西川弘志、桑原和男）

#### 1995年
- 10.※難波金融伝ミナミの帝王劇場版partV「甘い罠」2/4（川谷拓三、沖田浩之、高岡健二）
- 11.※難波金融伝ミナミの帝王劇場版partVI「偽装結婚」3/4（佐川満男、大杉漣、松本竜介、笑福亭鶴光、ルビー・モレノ）
- 12.※難波金融伝ミナミの帝王スペシャル劇場版「ローンシャーク…追い込み」7/1（前田吟、喜多嶋舞、高杢禎彦、佐藤B作、西川忠志、羽野晶紀、円広志）
- 13.難波金融伝ミナミの帝王6「欲望の街」9/1（室田日出男、平泉成、笹野高史、白石ひとみ）
- 14.難波金融伝ミナミの帝王7「銀次郎VS悪徳弁護士」11/22（岩本恭生、中西良太、轟二郎、岩尾正隆）

#### 1996年
- 15.※難波金融伝ミナミの帝王劇場版partVII「先物取引の蟻地獄」6/26（高橋長英、城後光義、島田洋七）
- 16.※難波金融伝ミナミの帝王劇場版partVIII「詐欺師の運命」11/11（石井トミコ、誠直也、光石研、上岡龍太郎）
- 17.●難波金融伝ミナミの帝王特別編「密約」12/21 制作・よみうりテレビ（野村真美、芦屋小雁、野口貴史、中丸新将、内田直哉、川藤幸三、トミーズ健）

#### 1997年
- 18.難波金融伝ミナミの帝王8「詐欺師潰し」3/28（萩原流行、島崎俊郎、大沢逸美）
- 19.※難波金融伝ミナミの帝王劇場版partIX「保険金横領」5/2（山田雅人、石井愃一、岡八朗、南方英二）
- 20.※難波金融伝ミナミの帝王劇場版partX「待つ女」 大阪4/5、東京7/18（中村久美、本田博太郎、螢雪次朗、比企理恵）
- 21.難波金融伝ミナミの帝王9「銃撃の復讐」11/1（中尾彬、尾美としのり、春木みさよ）

#### 1998年
- 22.難波金融伝ミナミの帝王長編5時間版 「運命」「陰謀」「裏切り」「屈辱」「逆襲」1/1（黒沢年雄、赤塚真人、高岡健二、今村涼子、沼田爆、中西良太、菅田俊、山路和弘）
- 23.※難波金融伝ミナミの帝王劇場版partXI「追憶」大阪4/11、東京99/4/9（下川辰平、草薙良一、入川保則、高杉新兵衛）
- 24.難波金融伝ミナミの帝王10「堕ちる女」7/1（鹿内孝、伊藤美紀、木下ほうか、モリマン）
- 25.難波金融伝ミナミの帝王11「嘆きのニューハーフ」11/27（西川峰子、春菜愛、亀山忍、草川祐馬）
- 26.※難波金融伝ミナミの帝王劇場版partXII「逆転相続」大阪12/12、東京99/4/9（松居一代、丹波義隆、布施辰徳、福家美峰）

#### 1999年
- 27.難波金融伝ミナミの帝王12「消えない傷跡」3/26（新藤栄作、北原佐和子、南條豊、絵沢萌子）
- 28.難波金融伝ミナミの帝王13「システム金融」3/26（秋野太作、ラサール石井、立花理佐、山本竜二）
- 29.※難波金融伝ミナミの帝王劇場版partXIII「リストラの代償」大阪5/29、東京10/15（斎藤洋介、小西博之、森川正太、村上ショージ、ピンクの電話）
- 30.●難波金融伝ミナミの帝王「破産 金融屋殺し」9/10 制作・よみうりテレビ（山城新伍、升毅、森脇健児、正司花江、ほんこん）
- 31.※難波金融伝ミナミの帝王劇場版partXIV「借金極道」1/21（志賀勝、木之元亮、八木小織、鶴田忍）
- 32.難波金融伝ミナミの帝王14「アリバイ証明の罠」3/10（加納竜、中野英雄、桂きん枝、島田洋八）

#### 2000年
- 33.※難波金融伝ミナミの帝王劇場版partXV「商工ローン・保証人の落とし穴」8/11（峰岸徹、持田真樹、六平直政、彦摩呂、笑福亭松之助、有薗芳記）
- 34.難波金融伝ミナミの帝王15「トイチの身代金」5/12（長谷川初範、片桐竜次、堀ちえみ、綾田俊樹）
- 35.難波金融伝ミナミの帝王16「非情のライセンス」11/10（遠藤憲一、石橋正次、仲本工事、山西道広）
- 36.難波金融伝ミナミの帝王17「極道金融」5/11（渡辺裕之、ベンガル、赤塚真人、野上正義、和泉修）

#### 2001年
- 37.難波金融伝ミナミの帝王18「騙しの方程式」11/9（清水綋治、天宮良、笹野高史、山口仁）
- 38.※難波金融伝ミナミの帝王スペシャルVer.40劇場版「裏金略奪」11/17 制作・よみうりテレビ（梅沢富美男、北見敏之、薬師寺保栄、清水圭、二宮さよ子、越智静香）
- 39.※難波金融伝ミナミの帝王劇場版partXVI「借金セミナー」12/28（山本昌平、渋谷天外、青山知可子、中村有志、上方よしお）
- 40.※難波金融伝ミナミの帝王劇場版partXVII「プライド」12/28（苅谷俊介、山田辰夫、宮川大助）

#### 2002年
- 41.難波金融伝ミナミの帝王19「闇の裁き」5/10（増田恵子、佐藤蛾次郎、櫻木健一、内田明里、オール巨人）
- 42.難波金融伝ミナミの帝王20「絆―KIZUNA―」8/2（荻島眞一、馬渕英里何、丹古母鬼馬二、ラッシャー板前、笑福亭鶴光）
- 43.難波金融伝ミナミの帝王21「裏切りの報酬」11/8（大出俊、竹田高利、市川勇、小宮孝泰）

#### 2003年
- 44.難波金融伝ミナミの帝王22「男たちの過去」2/14（成瀬正孝、井上博一、辻沢杏子、西守正樹、片桐竜次、末成由美、金山一彦、大河内浩、板尾創路、ゆうき(元りあるキッズ)、才谷ゆきこ）
- 45.難波金融伝ミナミの帝王23「詐欺の手口」5/9（黒部進、芦川誠、風祭ゆき、相澤一成、高山トモヒロ）
- 46.難波金融伝ミナミの帝王24「海に浮く札束」8/8（本郷功次郎、入川保則、四方堂亘、塩野谷正幸、西宮香織）
- 47.難波金融伝ミナミの帝王25「誘惑の華」11/14（岡崎二朗、嘉門洋子、ぼんちおさむ、石倉英彦）

#### 2004年
- 48.難波金融伝ミナミの帝王26「一千万の銃弾」1/8（宇梶剛士、そのまんま東、大門正明、草川祐馬、九十九一、ティーアップ前田）
- 49.難波金融伝ミナミの帝王27「仮面の女」5月（公式では12/24付）（夏樹陽子、河原崎建三、里見まさと、木村栄）
- 50.※難波金融伝ミナミの帝王スペシャルVer.50劇場版「金貸しの掟」6/26 制作・よみうりテレビ（隆大介、大輝ゆう、川野太郎、麿赤兒、千原浩史、大谷みつほ、石田靖、山西惇、島崎俊郎）
- 51.難波金融伝ミナミの帝王28「恐喝（おどし）のサイト」11/22（桑名正博、$10、エド山口、デビット伊東、磯部公彦）

#### 2005年
- 52.難波金融伝ミナミの帝王29「闇の代理人」1/18（山田雅人、頭師佳孝、池乃めだか、螢雪次朗、粟島瑞丸、岡村亜紀、おかけんた・ゆうた）
- 53.難波金融伝ミナミの帝王30「破産の葬列」4/28（新藤栄作、大西結花、西山浩司、牛尾田恭代、長原成樹、大平シロー）※本作よりデジタル制作
- 54.難波金融伝ミナミの帝王31「賠償金の行方」7/22（春やすこ、松澤一之、大沢あかね、吉岡毅志、薬師寺保栄、佐藤正宏、ぼんちおさむ）
- 55.難波金融伝ミナミの帝王32「金になる経歴」10/28（峰岸徹、保積ぺぺ、寺島進、ふじいあきら、久保晶、島田洋八、前田五郎）

#### 2006年
- 56.難波金融伝ミナミの帝王33「野良犬の記憶」1/27（鶴田忍、江藤潤、山村紅葉、山田幸伸、桑原和男、高山トモヒロ）
- 57.難波金融伝ミナミの帝王34「ブランドの重圧」4/28（萩原流行、増田未亜、池田政典、雪代敬子、塚本耕司）
- 58.難波金融伝ミナミの帝王35「銀次郎vs夜逃げ屋」10/27（青田典子、石井愃一、堀朱里、森下じんせい、あいはら雅一 (メッセンジャー)）
- 59.難波金融伝ミナミの帝王36「仕組まれた結婚」11/22（石丸謙二郎、木村明浩、山田スミ子、みやなおこ）※本作よりフィルム的な粒子感の有る画質での制作

#### 2007年
- 60.難波金融伝ミナミの帝王37「土俵際の伝説」6/22（井上晴美、木之元亮、勝矢、押谷かおり、伊藤えん魔、大木こだま）

### ヤング編
ヤング編・ミナミの帝王「金貸し萬田銀次郎」（2006年）
- 監督 - 郷 力也
- 出演 - 与座重理久（ERIKU)、野村将希、いとうあいこ、シーザー武志、大口広司、赤塚真人、綾田俊樹、井田國彦、勝矢秀人、ゆうき哲也、天田益男、坂田雅彦、砂川政人、石橋保、越智静香、長門裕之、夏木陽介

## 新・ミナミの帝王 THE KING OF MINAMI（テレビドラマ版）
関西テレビ（カンテレ）の制作により、フジテレビ系列（テレビ宮崎除く）で2010年9月21日の22:00 - 23:24（JST）に『新・ミナミの帝王（しん・ミナミのていおう）』のタイトルで単発のテレビドラマが放送された。萬田銀次郎役はテレビドラマ初主演となる千原ジュニアが演じた。ハイビジョン制作、ステレオ・字幕放送。平均視聴率は関東8.9%、関西16.0%（いずれも数字はビデオリサーチ調べ）。
第2作以降は年に1、2作、新作が制作され、関西テレビ（関西ローカル）および一部のフジテレビ系列局で9作目から19作目までは正月明けの1月、20作目以降はゴールデンタイムの火曜日で3月に放送されている（関西テレビの場合）。
映画・Vシネマ版と同じくチャンネルNECOで不定期に放送されている。どちらでも字幕放送が行われており、萬田が黄色、竜一が水色、その話のメインゲストキャラクターが緑、それ以外は白で表示させる。

### 放送リスト
- 第1作（2010年9月21日 22:00 - 23:24）
- 第2作「裏切りの実印」（2011年3月27日 16:00 - 17:25）
- 第3作「仕掛けられた罠」（2012年1月7日 15:25 - 16:55）
- 第4作「狙われた町工場」（2012年3月17日 15:00 - 16:30）[注 6][23]、
- 第5作「紙クズ商売」（2013年1月5日 15:25 - 16:55）[24]
- 第6作「狙われた銀次郎」（2013年3月16日 15:00 - 16:30）[注 7][25]
- 第7作「銀次郎、ついに逮捕!?」（2014年1月5日 16:00 - 17:30）[26]
- 第8作「金儲けの方法、教えます!」（2014年2月8日 15:00 - 16:30）[注 8][27]
- 第9作「2万5千円の約束」（2015年1月4日 16:00 - 17:30）
- 第10作「美人詐欺師の罠」（2015年1月12日 15:18 - 16:48）[注 9][28]
- 第11作「奨学金とオレオレ詐欺」（2016年1月17日 16:00 - 17:25）[29]
- 第12作「命の値段」（2017年1月9日 14:50 - 16:15）
- 第13作「光と影」（2017年1月14日 15:00 - 16:30）[注 10][30]
- 第14作「得する離婚、損する離婚」（2018年1月6日 16:00 - 17:30）[31]
- 第15作「ニンベンの女」（2018年1月13日 15:00 - 16:30）[注 11][32]
- 第16作「過去からの罠」（2019年1月5日 15:00 - 16:30）[33]
- 第17作「親の心子知らず、子の心親知らず」（2019年1月14日 15:22 - 16:47）[33]
- 第18作「バイトテロの誘惑」（2020年1月13日 15:20 - 16:45）
- 第19作「失われた絆」（2020年1月18日 15:00 - 16:30）
- 第20作「銀次郎の愛した味を守れ!」（2021年3月23日 19:00 - 20:59）[注 12][34][35]
- 第21作「スキャンダルを暴け!銀次郎に託された遺言」（2022年3月22日 19:00 - 20:59）
- 第22作「銀次郎の新たな敵は神様!?」（2023年3月25日 14:57 - 17:00）[36]

### テレビドラマ版キャスト

#### 主要人物
- 萬田 銀次郎 - 千原ジュニア
萬田金融社長。“ミナミの帝王”と恐れられる金融屋で、たとえ10円の貸し金であろうとも、回収のためには地の果てまで追いかける一方、顧客や恩人が追いつめられると、その悪人を絶対失脚されるなど人情に厚い一面も持つ。しかし、自分はこの世界でしか生きられないことを自覚しており、第5作で歩に付けられた「ママと（自分と萬田の）3人で暮らせますように」という願いが込められたミサンガを千切って一蹴している[注 13]。また、第19作で薬に手を出してしまった当時の舎弟を問答無用で破門にした過去が明らかになり、それ以後は同じことをした顧客に「更生後（逮捕された場合は出所後）に1万円を貸し、トイチで一生返済させ続ける」という、一種の後見のような役割を自ら請け負っている。さらに第20作では、テレビ局の中を「見学者」のネームホルダーを付けることなく歩き、収録を終了した直後のスタジオで、不審者として取り抑えられることなく円の取り立てを行ったりと、表の世界でも顔が割れていることが明確になった。
- 坂上 竜一 - 大東駿介（第2作までは大東俊介）
フリーター。ミナミでボーイのバイトをしていた時に萬田に出会い、その生き様に惚れて弟子入りする。幼い頃から父親はおらず、母親に女手一つで育てられた。
若い女性といい関係になり、その人や身内が悪人から被害を受け、萬田と共に助けるが事件解決後、「一から人生をやり直すために実家に帰る」、「悪行から足を洗った元夫と再婚する」など、失恋するのがお決まりの展開になっている。
- 沢木 英雄 - 赤井英和
暴力団・沢木組組長で「浪花の猛虎」の異名を持つ。萬田とは仲が良く、協力を惜しまない。
萬田と竜一のことをそれぞれ「銀ちゃん」、「竜ちゃん」と呼んでいる。

#### 第1作
- 今宮 伸治 - 内田滋
大東京銀行難波支店の行員で、萬田とは幼馴染。なかなか営業成績が上げられず、朝倉からパワーハラスメントを受けているが、咲子の励ましが支えとなっている。萬田の助言で成績を上げて融資審査部に異動となり、朝倉の指示で西成食品の審査を担当するが、10億円の融資の稟議を通した直後に西成食品が不渡りを出して倒産し、追い詰められて自殺する。実は朝倉から渡された報告書は粉飾されていた。
- 平原 咲子 - 白石美帆
大東京銀行難波支店の行員で、朝倉からは目をかけられていた。密かに想いを寄せていた今宮の無念を晴らすべく、萬田に救いを求める。
- 伊賀 さつき - 萬田久子
伊賀不動産の社長で、萬田ファンの一人。朝倉を追い詰める作戦の一環として、彼から20億円の融資を取り付けた直後に自身の会社を倒産させた。
- マスター - 大杉漣
萬田が商談に使う喫茶店「シャタン」のマスター。萬田の命の恩人で、彼の過去を知っている。
- 朝倉 順一 - 西村雅彦
大東京銀行難波支店の支店長。自らの出世のためにはいかなる不正をも働き、無能な部下を罵倒しリストラするなど、銀行マンとしては冷徹な性格。信頼を寄せていた咲子が今宮と親しくしていることへの怒りから、今宮を徹底的にいじめ倒し、さらに西成食品の審査を担当させて、不正の責任をなすりつける。
- 桐生 修也 - 橋本さとし
風神会会長。
- 麗子 - 中村ゆり
ミナミのホステス。萬田ファンで顧客の一人。
- 春田 - 山内圭哉（第10作）
萬田の顧客。今野とは幼なじみで、会社を経営している。裏カジノで萬田から借りた金を踏み倒そうとする。
- 今野 - 川下大洋
春田の幼なじみでバーのマスター。萬田には頭が上がらない。
- 吉岡 - 板東英二
萬田の顧客で、演じた板東と同じくゆで卵が大好物。萬田の取立てには怯えている。桐生とは親しい仲。
- 大東京銀行員 - 袴田裕幸
営業成績が上がらない今宮を軽蔑している。
- 佐藤運送社長 - 五王四郎
- 大阪地検特捜部捜査員 - 太田浩介
- ニュースキャスター  - 岡安譲（関西テレビアナウンサー）
- アナウンサー - 山本悠美子（関西テレビアナウンサー）
- 先輩ボーイ - 杉森大祐
- 裏カジノの客 - 尾花かんじ、山内健嗣、古井榮一、かみじょうたけし[注 14]
- 風神会組員 - 元祖おかもと、Mr.Shin
- 少年 - 屋島昴太

#### 第2作
- 富永 圭一 - 福田転球
萬田のかつての顧客。富永圭一設計事務所の社長。結婚記念日の夫婦の祝いを忘れてしまうほどの仕事人間である。可菜子と黒岩の策略で、3億円の借金の保証人に仕立て上げられる。
- 富永 可菜子 - 星野真里
富永の妻。仕事人間になってしまった夫への不満から黒岩と一線を越え、夫を騙す計画に加担してしまう。
- 黒岩 慎二 - 西村和彦
知人の友香を通じて可菜子と知り合う男。可菜子に「自分の店を持ちたい」と言い、実印を使った保証人詐欺を行う。実際は金目当てで、可菜子にだまって店舗の購入をキャンセルしている。
- 小畑 誠 - 伊藤えん魔（第6作）
萬田が富永に紹介した敏腕弁護士。
- 吉崎 - 粟島瑞丸
黒岩側の弁護士。
- 野平 友香 / 栗田 ミレイ - 小川奈那（第3作）
可菜子の学生時代の友人。「栗田ミレイ」のペンネームでライターとして鏑木を取材している。黒岩に可菜子を紹介した。
- 新田会長 - パンチ佐藤
「関東の狂犬」の異名を持つ暴力団組長。冒頭で沢木とポーカーをしていた。
- 雪川 - トミーズ健
萬田の顧客。10円だけ借りて高飛びする。
- プラチナダイヤモンド不動産社長 - 紅萬子
黒岩に店舗を紹介した不動産屋。

#### 第3作
- ユリム - 小林涼子
蝶子を頼って韓国から来日。竜一と出会い親密になる。
- 蝶子 - かでなれおん
ユリムの異母姉でクラブ「バタフライ」のママ。苦労した過去があり、ユリムを嫌っている。
- 鏑木 拓也 - 石垣佑磨
化粧品会社・マーキュリーコスメ社長。遊び半分で萬田にちょっかいを出す。蝶子とは一緒になっていたが、最後に彼女を捨ててしまう。
- 村井 - 片瀬まひろ
鏑木の秘書。
- 林 - 大浜直樹
萬田の顧客。
- 香織 - 木戸雅美
クラブ「ラヴィアンローズ」のママ。
- 翠 - 山口紗貴
「ラヴィアンローズ」のホステス。
- 熊谷 - 高木稟
なにわテレビプロデューサー。
- 萬田の顧客 - 明樂哲典（第4作）、 岩鬼安武
- チンピラ - マツイカヅアキ、西村峰龍

#### 第4作
- 白川 一真 - 和田正人（D-BOYS / 幼少期：立石翔大）
阪神重工のエリート技術者。実家の白川部品工業を継がないと言っている。
- エリ - 曽田茉莉江（第6作）
女子高生→女子大生の天才ハッカーで、萬田をサポートする。
- 白川 誠一 - 清水絋治
一真の父親。東大阪にある町工場・白川部品工業の社長。
- 楊雲龍 - 阿部力
誠一の自宅にホームステイしている留学生。その正体は白川部品工業の買収を目的に近づいた男。
- 高橋 聖次 - 渡辺隆二郎
楊の部下。誠一が振り出した覚えのない偽造手形を突きつける。
- 山田 - 土平ドンペイ（第6・9・13作）
萬田の顧客。白川部品工業の従業員。緒方の幼馴染。
- 谷 - 若林哲行
白川部品工業の従業員。
- 白川部品工業専務 - 小野了
- 白川部品工業の事務員 - 明日香まゆ美
- 課長 - 中村哲也
阪神重工の一真の上司。
- 阪神重工の清掃員 - 山田将之
- 工場の経営者 - 草川祐馬
沢木の幼い頃の友人で、偽造手形の被害に遭い、萬田に金を貸してもらうよう依頼する。
- プロボクサー - 黒石高大

#### 第5作
- 金子 麻衣 - 井上和香
萬田の元恋人。仕事で2週間泊り込む間、萬田に歩を預ける。入社したエーリサーチで娘のために奮闘するが、未公開株詐欺に加担していることを知り苦悩する。
- 金子 歩 - 二宮星
10歳。麻衣の娘。母親と離れていても気丈に振る舞っているが、寂しさを見せることもある。父親だと聞かされた萬田と三人で一緒に暮らせるよう願いを込めてミサンガを作る。
- 吉岡 宗則 - 綾田俊樹
萬田の顧客。萬田が仕事の間預かった歩を孫のように可愛がるが、歩の母親と知らず麻衣の未公開株詐欺の被害に遭う。
- 山県 - 河野洋一郎
仕入れてきた未公開株を販売会社に売り込むカバン屋。
- 田中 - 北山雅康
麻衣と同期入社したエーリサーチ社員。株に詳しく、エーリサーチが非合法な取引をしている会社だと感づきながらも、上司の言うことを信じなければならず、自分たちも被害者だとぼやく。
- 長谷川 - 米原幸佑（RUN&GUN）
麻衣と同期入社したエーリサーチ社員。幼い頃は一戸建てを建てることが夢だった。
- 桃子 - 西慶子
吉岡の娘。実家を出て、父親に金を無心している。
- 理人 - 柴入拓矢
10歳。桃子の息子。
- 早川 好子 - 筒井真理子
エーリサーチ営業部長。シングルマザーと偽って麻衣に親身に接する。
- 今泉 あきら - 大口兼悟
エーリサーチ社長。老人を相手に未公開株詐欺を働く。
- クルーザーの販売員 - 大坪貴史

#### 第6作
- 吉田 恵美子 - 伊藤かずえ
恵善病院院長。ホームレスを無償で病院に受け入れている一方、裏では死んだ患者の戸籍を売買する貧困ビジネスに手を染めている。
- 菅谷 昌和 - 山路和弘
8年前に離婚してから失踪。長年勤めていた証券会社をリストラされ、金のために恵美子に戸籍を売りホームレスとなる。戸籍を返してくれと恵美子に頼んだところ、萬田の殺害を条件につけられる。
- 阿部 幸 - 浜丘麻矢
菅谷の娘。ひばり信用金庫勤務。結婚を控えている。
- 吉田 隆夫 - 五代高之
恵美子の兄。身寄りのない患者の戸籍を買い取り詐欺を働いている。後々金貸しを始めようと思っており、萬田からの借金を踏み倒して看板に傷をつけようと目論む。
- 渡辺 望 - 入野佳子
恵善病院看護師。
- 取り立て屋 - 辻本晃良、西尾浩行、保田ヒロシ

菅谷を騙った吉田に金を貸し、踏み倒される。
- ホームレス - 志賀勝、河野ヒロアキ、坂井良平
- 刑事 - ガンビーノ小林
- 市役所職員 - 上野真紀夫
- 菅谷の近所の住人 - 杉本美保

#### 第7作
- 立石 修三 - 姜暢雄（第9・10・11作）
東京から浪速南警察署生活安全課課長に赴任した刑事。誰も手をつけない萬田逮捕に躍起になる。
- 大橋 寅絵 - 北川弘美
皆実病院の看護部長。竜一の幼なじみで、小さい時に始めた空手は黒帯の実力を持つ。SNSで知り合った藤本に恋心を持つが、デート詐欺だと気づかず300万円騙し取られる。
- 藤本 大輔 - 越村友一
「光牙」の源氏名を名乗っていたホスト。萬田の借金を残して失踪後、野村のデート詐欺商法に加担し、偽名を使ってSNSを通じて寅絵に近づく。
- 野村 雅彦 - 湯江健幸
デート詐欺商法の黒幕。藤本にインチキFX売買ソフトを売りつけさせる。高飛びする際、全責任を社員に押し付けている。
- 船場 藍 - 奥村佳恵（第8・9・10・11・12・14・19作）
喫茶「エリエート」のウェイトレス。子供の頃に借金で首が回らなくなった両親に道連れにされそうになったところを萬田に助けられた。弱い人を助けたい思いから弁護士を志し、司法試験に合格。竜一とともに千草の離婚相談に乗るが、千草の離婚後、かほりに入れ知恵された鉄男が消息を絶ったことで窮地に立たされる。万策が尽きて助けを求めた萬田から後を引き受ける代わりに、交換条件として「エリエート」を退職し、この件から一切手を引くことを提示され、受け入れる。解決後に萬田と竜一に再会し、萬田と渡り合える弁護士になることを誓う。その後弁護士となり、浮田が薬物所持で逮捕された際、萬田から調査を依頼される。
- 易者 - 升毅（第9・13・18作）
萬田が信頼している情報屋。

#### 第8作
- 花森 敬子 - 三浦理恵子
「経営心理学者」を名乗り、経営不振に悩む商店に救いの手を差し伸べる。
- 松野 茂樹 - 中村靖日
商店街で洋食店を営む。3年前に料理人だった妻を亡くし萬田に金を借りている。最近は経営不振で悩んでいたが花森のアドバイスで店が繁盛し、花森を信じ込む。
- 市川 - 石田剛太
商店街でカバン屋を営む。花森を信じ込み、投資してしまう。
- 成田 - 永井秀樹
商店街で不動産会社を営む。花森を信じ込み、投資してしまう。
- 三日月 行幸 - 六角精児
投資顧問会社「バンク・オブ・ドリーム」役員。花森に巨額投資を持ちかける。

#### 第9作
- 緒方 - 川岡大次郎
勤めていた印刷会社をリストラされたが、ナニワ広告社に再就職。妻子とともに大阪に戻ってきた。しかし、ブラック企業だったので、それを苦に自殺しようとするが竜一に止められ、萬田からアドバイスを受ける。
萬田の顧客ではなく、無償で助けた数少ない人物。
- 大田原 - 鶴田忍
ナニワ新聞社社長で、子会社であるナニワ広告社相談役。沢木ともつながりがある。
- 新山 - 飯田基祐
ナニワ広告社社長。
- 霧島 - 楊原京子
大田原の秘書。
- 緒方 百合子 - 桃香
緒方の妻。

#### 第10作
- 恵福 - 安達祐実
新興宗教・現世教の教祖。
- 馬場 正子 - 楠見薫
萬田の顧客。ミナミの街で開運の絵を売りつけて小銭を稼いでいる。
- 馬場 正樹 - 中山卓也
正子の息子。勤務するローン会社で担当した債務者が姿を消し、会社に1億円の損失を負わせてしまい、責任を取って自殺を図る。

#### 第11作
- 一文字 莉紗 - 東風万智子[37]

元舞台女優。オレオレ詐欺グループのリーダー。
- 花岡 時男 - 尾上寛之
居酒屋で働きながら、公認会計士を目指して勉強している。奨学金の返済に悩んでいたところに根津から仕事を持ちかけられ、オレオレ詐欺に加担してしまう。
- 根津 春生 - 大堀こういち
時男に高額な報酬があると持ちかけ、オレオレ詐欺に加担させる。
- 内藤 康博 - 大石吾朗
苦学生に学費などを貸し付ける学生保護機構理事長。

#### 第12作
- 長谷川 義正 - 木下隆行
南逢坂市役所税金課職員。重い病気を患う娘・みゆの心臓移植手術に必要な金を萬田から借りようとする。
- 篠宮 凛 - 高橋メアリージュン
カフェのオーナーで、店の資金繰りに困っている。竜一が熱を上げている。
- 遠藤 武晴 - テイ龍進
南逢坂市長。国政への進出を目論む。
- 小林 直純 - 冨家規政
元南逢坂市長で、現在は衆議院議員。
- 轟 洋二郎 - 猪俣三四郎
南逢坂市役所会計課職員。萬田から金を借りている。
- 鴨居 光輝 - 板倉チヒロ
萬田の周りを嗅ぎまわる。

#### 第13作
- 島本 研 - 前川泰之
東京では人権派として有名な弁護士。萬田の昔の親友。
- 斉藤 晴美 - 大路恵美
スナックを経営しながら「子ども食堂」を開く。島本と同じ養護施設で育ち、17歳の萬田を助けた命の恩人。
- 野上 - 大橋てつじ
東京から引っ越してきたばかり。晴美の「子ども食堂」を訪れた琉来が食中毒になったと訴える。
- 野上 琉来- 須田瑛斗
野上の息子。

#### 第14作
- 星野 千草 - 佐藤めぐみ
喫茶「エリエート」のウェイトレス。旧姓：羽田。かつて会社員だった頃、同僚だったかほりの不正経理を告発したことがある。息子のために、暴力を振るう夫との離婚を考え、竜一と藍に相談する。
- 星野 鉄雄 - 加藤虎ノ介
千草の夫で、瓦屋建設勤務。日常的に千草に暴力を振るっている一方、かほりとは不倫関係にある。
- 星野 健太 - 青木凰
千草と鉄雄の息子。
- 矢崎 かほり - 笛木優子
矢崎の妻。旧姓：成田。元ミナミのホステス。千草の告発により、会社の金に手をつけた事がばれてクビになった後、水商売と転々としていた。矢崎とは財産目当てで結婚し、鉄雄とは不倫中。
- 矢崎 繁張 - 佐藤蛾次郎
かほりの夫。萬田に長年出資していた資産家。かほりと結婚する為に余命2年だと騙して同情を誘ったが、その後、実際にすい臓がんのステージ4だったことが分かり、半年も持たないことを宣告される。自身の資産の使い道を萬田に相談し、亡き後の身辺整理を依頼する。
- 大村 伸治 - 加藤啓
東京から進出してきた闇金業者。かほりから資金援助を受けている。

#### 第15作
- 矢倉 紅 - 小芝風花（第16・17・18・19作、第20作は回想）
偽造屋。23年前、銀行員だった父親が地面師に騙され、巨額の損失を与えた責任を取って自殺。母親に女手一つで育てられるが、15歳の時に父親の死の真相を知り、中学卒業後に家を出て、雪本に弟子入りを志願。雪本に破門された後、喫茶「エリエート」のウェイトレスをしながら、萬田の下で働くことに。第20作で、CGの勉強をするためにアメリカに渡り、現地で賞を獲ったことが竜一の口から語られている。
- 池辺 紗弥香 - 鹿沼憂妃
ミノワ不動産建設勤務。竜一と交際中。青山が持ちかけた偽の土地売却を担当し、会社に10億円の損害を与えた責任から命を絶とうとしたが、紅に救われる。
- 青山 一哉 - 大高洋夫
不動産ブローカー。実際は偽の書類で土地の架空取引を行う地面師。
- 渡邉 春子 - 中尾ミエ
東京に住む大地主。萬田とは旧知の仲。
- 雪本 竹蔵 - 桜木健一
古本屋の店主。関西では凄腕の偽造屋で、萬田と古くからの知り合い。紅の師匠で、裏稼業から足を洗わせるべく破門する。

#### 第16作
- 日野 - 上杉祥三
ミナミのラーメン屋店主。元受刑者を積極的に雇い入れ、更生の手助けをしている。
- 本多 麗奈 - 柳ゆり菜
日野のラーメン屋従業員。ギャンブル依存症で窃盗の前科があるが、自分の店を持つのが夢。祐子にそそのかされて店の売上金を持ち逃げし、投資詐欺に遭う。
- 渡部 栄治 - 橋爪淳
投資家を装い、カジノを利用した高金利の投資詐欺を働く詐欺師。
- 古田 - 吉田ウーロン太
渡部の相棒。日野の店に祐子を送り込み詐欺を仕掛ける。
- 長山 祐子 - 縄田かのん
古田の愛人。日野の店に従業員として潜入し、麗奈に開店資金を貯められる儲け話があると投資を持ち掛ける。

#### 第17作
- 若山 弥生 - 宮地真緒
百貨店勤務。母に孫の顔を早く見せるために婚活に励むが、結婚詐欺に遭う。
- 光子 - 山口美也子
弥生の母。3年前に夫に先立たれ一人暮らし。冬美が率いる詐欺グループの餌食にされ、全財産を奪われる。
- 島谷 冬美 - 仁村紗和
詐欺グループのリーダー。高齢者を狙った詐欺を働く。
- 水木 克也 - 武田航平

スポーツジム経営者。婚活アプリで知り合った弥生から、結婚をエサに大金を騙し取る。
- 井戸 雅之 - 七瀬公
冬美の詐欺グループの一員。巧みな話術で娘思いの光子につけ込む。

#### 第18作
- 中山 祐也 - 森優作
宅配お好み焼き[注 15] チェーン・テッパンズでアルバイトして学費を稼いでいる大学生。卒業後は大手銀行への就職が内定している。
- 森吉 ツバキ - 内田慈
髑髏の指輪をはめた謎の女性。26年前に起きた玩具小売チェーン・Toy Clubへの爆破脅迫事件の実行犯グループ「少女はんざい団」の一人「髑髏の女」の孫を名乗り、バイトテロ動画でアルバイト店員や企業から金を強請っている。
- 北川 - 福田転球
萬田の顧客。喫茶店チェーン・北川コーヒー店主。アルバイト店員が悪ふざけで客に提供するコーヒーにいたずらをする動画がネットに投稿されたことによるバイトテロの被害に遭い、その煽りを受けて倒産。森吉の組織からのバイトテロ動画による脅迫で追い詰められた末、倒れてしまう。
- マダム静香 - 瀬戸カトリーヌ
中堅製菓会社社長で、沢木の知り合い。 息子がバイトテロ動画で脅迫されている。

#### 第19作
- 大林 哲彦 - 波岡一喜
通称テツ。かつては萬田の弟分だったが、覚せい剤に手を出して破門される。ミナミで飲み屋を開く夢を持ち、不動産屋から閉店する居酒屋の店舗を引き継ぐ話を持ちかけられるも、手持ちの資金が足らず困っていたところ、意気投合した竜一が工面に協力した。一方で倉本の捜査にスパイとして協力するが、おとり捜査を強要され続けた末、過ちを犯してしまう。
子供の頃から父親がおらず、母親も地震で亡くしたらしく、竜一によく似た境遇と言われている。
- 倉本 勇二 - 奥野瑛太
麻薬取締官。関東麻薬取締部ではエースだった。テツをスパイに雇い、薬物取引の手柄を挙げていた。
- 秋葉 - ヨシダ朝
紅の知り合いの医師。警察に通報されたら困る患者でも診察してくれる。
- 浮田 英夫 - 中川晴樹
萬田の顧客。薬物を絶っていたにもかかわらず、突然の家宅捜索で覚せい剤が見つかり、薬物所持で逮捕される。
- 浮田 夏未 - 別府あゆみ
浮田の妻。夫の逮捕後、萬田から藍を紹介される。

#### 第20作
- 竹田 杏子 - 小島藤子
高校の時に漁師だった父親を病気で亡くし、大学は父親の生命保険で通えたが、就職は内定取り消しとなる。料理の味への思い入れは父親の影響による。アルバイトをしながら自分の店を持つ夢を持っていたが、投資ソフトを高額で売りつけるネットワークビジネスに手を染め、自身も騙されて紹介料などの名目で多額の金を巻き上げられた。3年前、投資ソフト販売の話を持ちかけた一人が元彼の英二（演 - 井本涼太）で、彼と知り合いだった竜一が杏子の家庭環境を含めて事情を知った上で、共に訪れたインフルエンサーのカレン（演 - 山谷花純）から金を取り返した。この後、竜一に連れられたビストロ「BamBoo」で花男の作る料理に惚れ込んでプロポーズし結婚。花男から店の経営を任されマネージャーとして商才を発揮し、繁盛店にした。光子と晃からネットワークビジネスをしていた過去を問い詰められたが、それを隠していたことを謝罪するとともに花男と出会って結婚してからは一切関わっていないと告白し、花男との信頼関係を深めた。
- 竹田 花男 - 駿河太郎
ビストロ「BamBoo」シェフ。父親が店を営んでいた頃からの客である萬田から10万円を借金し、利息を返済し続けている。
- 竹田 晃 - 田中尚樹
花男の異母弟。ビストロ「BamBoo」で働いているが、花男と杏子に仕事を任せきりにしている。料理学校を卒業し、調理の腕はあるものの、調味面が微妙。
- 竹田 光子 - 羽野晶紀
花男の亡き父親の後妻。晃の母親。杏子に店を乗っ取られると思い、晃と追い出そうとする。川上とは小学校時代の同級生。
- 薄井 翠 - 若月佑美 (第21～22作)
喫茶「エリエート」のウェイトレス。普段から愛想が良くないが、コロナ禍で借金をしようと萬田の元を訪れた人たちに、萬田からの依頼で事前に調べた様々な給付金・助成金が数多くあることを教え、これらの申請をすべてやり尽くしてから出直すことを勧めた。第21作では、過去に新聞記者として働いて事が、明らかになった。
- 平野 康晴 - 長谷川大
不動産コンサルタント。川上の指示を受け、店主たちに不動産投資詐欺を持ちかける。
- 円広志 - 本人
萬田の顧客。不動産投資詐欺の被害に遭った店主たちを救うために萬田からあることを依頼される。
- 高橋真理恵（関西テレビアナウンサー） ‐ 本人
『よ〜いドン!』の司会者[注 16]。
萬田が円の借金の使い道を「ギャンブルなのか、お姉ちゃんなのか…」といった時、円を引目で見ていた。
川上が円に萬田への訴訟を提案した時「裁判になったら円さん、どうなっちゃうんですか?」とスタッフに聞いていた。
- どんぐり ‐ 本人
『よ〜いドン!』のゲスト。大阪出身なので萬田のことを知っており、川上に彼が何者かを教えた。
川上が萬田へのを訴訟を提案した時、「（裁判が始まれば円の）あることないこと週刊誌に書かれるわ」といった。
- 川上 徹 - 東幹久
経済学者。多方面で活躍し「プランがあります」の決め台詞で多くのファンを集める。

#### 第21作
- コーセイ - 森永悠希
銀次郎と竜一に押しかけて来た若者。竜一の弟子として行動を共にする。純朴で優しい性格だが、自然と周囲の人の心をとらえていく。その正体は、播磨隆生の息子の靖生である事が、翠の調査で分かった。
- 三好紗耶 - 松本妃代
突然死した三好久之の妻。夫の借金を取り立てにきた銀次郎との出会いをきっかけに、夫の"別の顔"について調べ始める。
- 三好久之 - 田中俊介
衆議院議員の白河真澄の秘書。1年前から銀次郎から3万円という返済可能な額の借金をしたまま、突然命を落とす。
- 白河真澄 - しゅはまはるみ
三好久之が秘書をつとめていた衆議院議員。
- 播磨隆生 - 石丸謙二郎
新設されたSDGs担当大臣。

#### 第22作
- サクラ - 塩野瑛久
家や学校に居場所がない子供たちに支援の手を差し伸べる“若者たちのカリスマ”。
- 藤森幸生 - 夙川アトム
“霊能語”を操るホームレス。宗教団体・治平会の教祖となり、若者や主婦など救いを求める人々の心の隙間に近寄っていく。
- 長谷川涼 - 南出凌嘉
銀次郎に金を貸してほしいと声をかけてきた何やらワケありな中学生。銀次郎に借金を断られ、川に飛び込もうとしていたところを藤森に声をかけられる。
- 中川裕子 - 増田有華
竜一の顔なじみのキッチンカーの店主。離婚したばかりで、SNSでナンパされたオーストラリアに住む恋人にプロポーズされるが…。

### 原作および映画・Vシネマ版との相違点
- 萬田が原作・映画・Vシネマ版ではリーゼントの髪型であるのに対し、本作では髪型は演者の千原ジュニアの普段の髪型である。またアルマーニのスーツに身を包み、ジュラルミンケースを手にミナミの街を歩き、知的なイメージの人物像に変わっている[22]。
- 舎弟の竜一が原作・映画・Vシネマ版ではリーゼントの髪型だったが、本作では演者の大東駿介の普段の髪型。
- 萬田金融の事務所での商談の描写が描かれず、商談は喫茶店「シャタン」（第2作以降は喫茶「エリエート」）で行っている。
- 映画・Vシネマ版では沢木と萬田が一緒に飲んでいるシーンが数多く見られるが、本作では萬田が「沢木はんと飲んでも面白くない」と誘いを断っている。
- 沢木の下の名前は原作とVシネマ版で違うが、本作ではVシネマ版を踏襲してる

### テレビドラマ版スタッフ
- 原作 - 天王寺大原作・郷力也作画「難波金融伝・ミナミの帝王」（日本文芸社）
- 脚本 - 宅間孝行（第1作）、オカモト國ヒコ（第2作）、ひかわかよ（第3・5・8・10・12・15・17・19・20作）、大久保ともみ（第4、6 - 7、9・11・13 - 14、16・18作）
- 演出 - 白木啓一郎（関西テレビ、第1作）、根本和政（第2 - 7・9・11・13・15作）、瑠東東一郎（第8・10・12・14・16作）、戸塚寛人（第17・18作）、高山浩児（第19・20作）
- 主題歌
  - ET-KING「お前を連れて〜新・ミナミの帝王バージョン〜」（ユニバーサルJ、第1 - 6作）
  - ET-KING「愛の花」（ユニバーサルJ、第7 - 11作）[注 17]
  - BRADIO「Get Money」（HERO MUSIC ENTERTAINMENT、第12・13作）[38]
  - Creepy Nuts「紙様」（クリーパーズ、第14・15作）[39]
  - 感覚ピエロ[注 18]「金求-king-」（JIJI RECORDS、第16・17作）[40]
  - 10-FEET「ハローフィクサー」（EMI Records、第18・19作）[41]
  - Fear, and Loathing in Las Vegas「Evolve Forward in Hazard」（ワーナーミュージック・ジャパン、第20作）[42]
  - INNOSENT in FORMAL 「money money money」（日本コロムビア、第21作）
  - coldrain「Help Me Help You」（ワーナーミュージック・ジャパン、第22作）
- 音楽 - PE'Z（第1 - 5、8 - 22作）、櫻井真一（第6 - 22作）
- 法律監修 - 石丸幸人（アディーレ法律事務所、第1作）、木村圭二郎（共栄法律事務所、第2・3作）、竹内栄（竹内法律事務所、第5 - 20作）
- 金融スーパーバイザー - 西野健太郎（第4作）
- 医療指導 - 所沢リウマチ・スポーツクリニック（第6作）
- 音響効果 - スポット
- 技術協力 - ジェニック
- 美術協力 - フジアール
- 企画協力 - 荒川友香(ミナミの帝王株式会社)
- プロデューサー - 佐野拓水（関西テレビ、第1作）、神山明子（メディアプルポ、第1、3 - 22作）、細川陽子（関西テレビ、第2 - 7作）、増田幸一郎（メディアプルポ、第2 - 5、7 - 22作）、伊藤茜（メディアプルポ、第21 - 22作）、東田元（関西テレビ、第6、8 - 10作）、山下有為（関西テレビ、第9・10作）、南口博孝（関西テレビ、第11 - 13作）、古橋由依子（関西テレビ、第14 - 19作）、安藤和久（関西テレビ、第20作）、近藤匡（関西テレビ、第21 - 22作）、三方祐人（関西テレビ、第22作）
- 制作著作 - メディアプルポ（第1作は制作）
- 制作 - 関西テレビ

## 新・ミナミの帝王 THE KING OF MINAMI（2017年映画版）
関西テレビ制作『新・ミナミの帝王』のキャスト・スタッフで製作され、2017年1月14日よりKATSU-do配給で公開された日本の映画作品。2016年4月24日に「第8回沖縄国際映画祭」で上映された。

### 2017年映画版キャスト
※ テレビドラマ版同様のキャストは「#テレビドラマ版キャスト」の項を参照。
- 鶴丸 美月 - 松井愛莉
- 植村 周平 - 板尾創路
- 小笠原 - 橋本じゅん
- 仲舘 優花 - 光宗薫
- 薮田 洋之助 - 袴田吉彦

### 2017年映画版スタッフ
- 監督 - 瑠東東一郎
- 原作 - 天王寺大原作・郷力也作画「難波金融伝・ミナミの帝王」（日本文芸社）
- 製作 - 藤原寛、横澤良雄、田中総一郎
- エグゼクティブプロデューサー - 片岡秀介、東田元、貝津幸典
- スーパーバイザー - 黒井和男
- プロデューサー - 肥後篤人、南口博孝、神山明子、増田幸一郎
- 脚本 - ひかわかよ
- 音楽 - PE'Z、櫻井真一
- 撮影：中山秀一、藤松智哉
- VE：帆足聡一郎
- 照明：金子宗央
- 録音：井田憲吾
- 美術：津留啓亮
- 衣裳：池田友紀
- メイク：百地優里子、今井美知子
- 編集：堀田秀治
- 選曲：谷口広紀
- 音響効果：本郷俊介
- 記録：森由布子
- 助監督：戸塚寛人
- 製作担当：岸根明
- 装飾：長滝谷翔
- 持道具：赤瀬菜穂
- 法律監修：竹内栄
- タイトルバックCG：本田貴雄
- タイトル：岡山萌
- アシスタントプロデューサー：佐藤恵理子
- 監督助手：中村剛、岩川淳一
- 制作主任：木村広志
- スチール：大崎正浩
- 制作デスク：山田紘子
- 主題歌 -  LACCO TOWER「秘密」[43] トライアド / 日本コロンビア
- ロケーション協力：道頓堀商店会、道頓堀商店連盟、宗右衛門町商店街振興組合、南海電鉄、とんぼりリバーウォーク
- 制作プロダクション - メディアプルポ
- 製作委員会 - 関西テレビ放送、よしもとクリエイティブ・エージェンシー、メディアプルポ
- 配給 - KATSU-do

## ミナミの帝王ZERO
千原ジュニアによるドラマと同じ関西テレビ・メディアプルポの制作で、萬田銀次郎がミナミの鬼と呼ばれるようになるまでを描いた「ヤング編」を原作とした連続テレビドラマ『ミナミの帝王ZERO』（ミナミのていおうゼロ）が、2019年4月26日（25日深夜）から6月28日（27日深夜）の間、金曜日未明の0時25分から0時55分（木曜日深夜）の時間帯に新設された「カンテレドラマらぼ」枠で放送された。全10話。
若き日の萬田銀次郎をBOYS AND MENの小林豊が演じ、ヒロインの菜穂子役をドラマ初出演となるNMB48の太田夢莉が演じる。銀次郎の両親役は、実の夫婦である楊原京子と金児憲史が演じた。この他、銀次郎を助ける長老を関秀人、銀次郎を育成する頭脳集団・チーム銀次郎をBOYS AND MENのメンバー、敵役を中村育二、銀次郎を後押しするサラ金王をトミーズ雅、といった面々が演じる。劇中に大阪万博の計画が描かれるなど、物語の時代設定は放送年に近い時代になっている。

### あらすじ（ZERO）
萬田銀次郎は幼い頃に、阿久都商事の社長・阿久都天勝の詐欺行為によって、建設業を営む父の浩一郎が自殺した。そのショックで母の里子は病床に伏せて入院生活を送っている。成績優秀であったが高校に進学しなかった銀次郎は、ミナミで露天商をする、ヤクザをも敵に回すチンピラ然とした少年になった。その裏で銀次郎は「当たり屋」で里子の入院費用を稼いでいる。ある日そのターゲットにした車には、阿久都商事の社長の娘・菜穂子が乗っていた。菜穂子は誠意を尽くそうとするが、銀次郎はそれを金持ちの傲りだと疎ましく思う。銀次郎が自分のために当たり屋をしていると知った里子は病院で手首を切って自ら命を絶ち、両親を失った銀次郎は自暴自棄に陥る。愛釜地区の公園で倒れている銀次郎を救い出したのは、住民から「長老」と呼ばれる男と、彼に仕える教授と館長という男たちであった。
父が追い詰められた原因が阿久都だと知った銀次郎は、阿久都への復讐を決意する。かつて総理大臣秘書であったがその総理に命を狙われて愛釜に流れ着き、この場所を守るために生きている長老と、教授、館長のほか、ヤブ医者、バンク、IT、ペラペラという、それぞれの分野で優れた能力を持ちながらも社会からはみ出した男たちが、銀次郎の復讐の手助けをするべく「チーム銀次郎」を組織して、それぞれの特技を銀次郎に叩き込む日々が始まる。菜穂子が阿久都の娘だと知った銀次郎は、復讐という目的を隠して菜穂子に近づく。菜穂子はピアニスト志望であるが、それは父親の夢であって自分の夢ではないという。阿久都は愛釜地区に菜穂子のためのコンサートホールを建設する計画を立てるが、銀次郎たちに連れられてそこの住人たちと触れ合った菜穂子は「自分の夢は自分の力で追いかけたい」とそれを拒み、本気でピアニストを目指すためにヨーロッパへ留学する。
5年後。銀次郎はチーム銀次郎の育成の成果と、「サラ金王」と呼ばれる上杉のバックアップにより、若き経営コンサルタント・萬城銀次郎として成功していた。銀次郎は阿久都に接近し、阿久都商事に副社長として迎え入れられる。銀次郎はお披露目パーティーで、ピアニストになって5年ぶりに帰国した菜穂子と再会した。銀次郎の過去を知る菜穂子は本当の目的は何かと尋ねるが、銀次郎は菜穂子にふさわしい男になるために必死に這い上がってきた、と答える。次々と難題をクリアして阿久都の絶対的な信頼を勝ち取った銀次郎は、乱脈経営によって会社を倒産に導く計画を実行に移す。
銀次郎のことを快く思っていない阿久都商事の田崎は、銀次郎の当たり屋時代の相棒であった拓馬を見つけ出して、銀次郎の過去を阿久都に話させる。阿久都は激怒するが、菜穂子は田崎が拓馬に金を渡して嘘を話させたと言う。銀次郎の企て通りに阿久都商事は倒産の危機に陥り、阿久都はその責任を問われる。銀次郎の素性と企みを知った阿久都は、かつて手を組んで浩一郎を追い詰めたヤクザ・中沢に銀次郎の命を狙わせ、中沢の銃撃から銀次郎をかばった長老が命を落とした。社長の座を追われた阿久都であったが、かねてからの野望であった大阪万博の事務局長に就任してふたたび表舞台に姿を現す。銀次郎と銀次郎と同様に長老に救われて鍛えられてきた者たちであるチーム銀次郎は、長老の弔い合戦を決意して、中沢と阿久都は逮捕された。菜穂子と会った銀次郎はいままでの本当の目的を打ち明けて、菜穂子に対して何の感情もないと言い放つ。
阿久都は菜穂子のためにと、あらゆる手を使って会社を大きくしてきた。しかし菜穂子は貧しくても昔の小さな会社だった頃のほうが幸せだったと思い、父親も銀次郎も自分のせいで苦しんだと思いつめる。嫌な予感を察知した銀次郎が菜穂子の家に行くと、菜穂子は手首を切って倒れていた。ヤブ医者の緊急手術によって一命はとりとめたが、ピアニストとしての生命は絶たれたかもしれないと告げられる。銀次郎は菜穂子と会わずに病院をあとにする。長老を失った銀次郎は上杉の金融会社に入る誘い受けるが、大切な女性を傷つけた自分はもう表の世界にいられないとそれを断り、自分たちと一緒に愛釜に残るよう勧める教授に「気晴らしにミナミに行ってくるわ」と告げて愛釜を出て行った。
数年後。大阪の高層ビルの屋上にたたずむ男に、沢田組の組長・沢木が何者かとたずねる。その男は「ミナミの鬼」こと萬田銀次郎である。

### キャスト
- 萬田銀次郎 - 小林豊（BOYS AND MEN）
- 阿久都菜穂子 - 太田夢莉（NMB48）
- 萬田里子 - 楊原京子
- 萬田浩一郎 - 金児憲史
- 長老 - 関秀人
- 教授 - 本田剛文（BOYS AND MEN）
チーム銀次郎の頭脳。銀次郎に六法全書を丸暗記するように指示する。
- 館長 - 辻本達規（BOYS AND MEN）
チーム銀次郎。空手の達人。
- バンク - 吉原雅斗（BOYS AND MEN）
チーム銀次郎。ギャンブル依存の大手銀行の行員。
- ヤブ医者 - 水野勝（BOYS AND MEN）
チーム銀次郎。「藪クリニック」院長。飲んだくれの医者。
- IT - 田村侑久（BOYS AND MEN）
チーム銀次郎。天才エンジニア。
- ペラペラ - 勇翔（BOYS AND MEN）
チーム銀次郎。破天荒な英語教師。
- 月島拓馬 - 清水天規（祭nine.）
かつて銀次郎の舎弟だった少年。阿久都商事の下請け会社で作業員として働く。
- 田崎龍平 - 野村修一
阿久都商事幹部で、阿久都の腹心。
- 堀部 - 佐渡山順久
阿久都商事の専務。
- 中川智美 - 吉田桃華
阿久都の秘書。
- 脇坂 - 井之上チャル
成越百貨店美術部。
- 阿久都家の運転手 - 矢野勝也（矢野・兵動）[46]（第1話）
- 医者 - 青野敏行[46]（第2話）
- クラブママ - 紅壱子
- ヤクザの組長 - 前田耕陽[46]
銀座のビルから立ち退かないヤクザの組長。（第4話）
- チンピラ - Calmera[47]（第4話）
- 桐嶋ルイ - 叶夢[48]
阿久都が銀次郎に差し出した女優。（第5話）
- 阿久都商事の社員 - 小林幸太郎（チョップリン）、西野恭之介（チョップリン）、やのぱん、代走みつくに[49]
- ダンス講師 - はるな愛[46]
- 組員A - 西代洋（ミサイルマン）[46]
- 組員B - 市川義一（女と男）[46]
- 沢木 - 増田幸一郎[50]
- 中沢- 粟島瑞丸
中沢組組長。
- 上杉省吾 - トミーズ雅
- 阿久都天勝 - 中村育二

### スタッフ
- 原作 - 天王寺大原作・郷力也作画『難波金融伝・ミナミの帝王』（日本文芸社）
- 脚本 - 政池洋佑、澤田征士
- 監督 - 根本和政、藤原慎平、吉川優作、堀江拓真、髙野有里、杉岡亮
- 音楽 - Calmera[47]
- 主題歌 - BOYS AND MEN「頭の中のフィルム」（ユニバーサルミュージック）[51]
- プロデュース - 石岡雅樹（関西テレビ）、増田幸一郎（メディアプルポ）
- 制作著作 - メディアプルポ
- 制作 - 関西テレビ

### 放送日程
| 放送回 | 放送日  | サブタイトル | サブタイトル                                     | ラテ欄                   | 脚本     | 演出     |
| 放送回 | 放送日  | 本編         | EPG欄                                            | ラテ欄                   | 脚本     | 演出     |
| ------ | ------- | ------------ | ------------------------------------------------ | ------------------------ | -------- | -------- |
| 銭の一 | 4月26日 | 伝説         | ミナミの鬼・銀次郎の 知られざる過去が明らかに!   | 萬田銀次郎の伝説が始まる | 政池洋佑 | 根本和政 |
| 銭の二 | 5月03日 | 始動         | 明かされる悲しい過去! 父は何を伝えようとしたのか | 明かされる悲しい過去     | 政池洋佑 | 根本和政 |
| 銭の三 | 5月10日 | 誕生         | 復讐のため集結した最強の7人! チーム銀次郎の誕生  | チーム銀次郎の誕生!      | 政池洋佑 | 藤原慎平 |
| 銭の四 | 5月17日 | 咆哮         | 5年の月日が変えたものは何か? 壮大な復讐が始まる  | 壮大なる復讐の始まり     |          |          |
| 銭の五 | 5月24日 | 再会         | パワハラに暴力! 銀次郎の驚きの2つの仕掛けとは?   | 銀次郎の驚きの仕掛け     | 澤田征士 | 根本和政 |
| 銭の六 | 5月31日 | 動揺         | 復讐は失敗か? 5年ぶりの再会に揺れ動く銀次郎の心  | 5年ぶりの再会に動揺      | 政池洋佑 | 堀江拓真 |
| 銭の七 | 6月07日 | 伏兵         | 復讐か? 愛か? 銀次郎と菜穂子がホテルで一夜を共に | 銀次郎と菜穂子の一夜     | 澤田征士 | 杉岡亮   |
| 銭の八 | 6月14日 | 暗雲         | 絶体絶命のピンチ! まさかの人物が銀次郎の正体を…  | 銀次郎の復讐に暗雲…      | 澤田征士 | 髙野有里 |
| 銭の九 | 6月21日 | 誘発         | 血みどろの悲劇が襲う! 銀次郎に向けられた闇の銃弾 | 銀次郎を襲う血の悲劇     | 政池洋佑 | 根本和政 |
| 銭の十 | 6月28日 | 交錯         | さらなる悲劇が銀次郎を襲う… 愛と哀しみの最終回   | さようなら銀次郎         | 政池洋佑 | 根本和政 |

### 関連商品
音楽監修を務めたCalmeraによるサウンドトラック『「ミナミの帝王ZERO」サウンドトラック』が、2019年5月29日にB.T.C.Recordsからリリースされた。オープニングテーマに用いられた「ミナミの帝王ZERO〜メインテーマ〜」などが含まれる。
| 関西テレビ カンテレドラマらぼ | 関西テレビ カンテレドラマらぼ | 関西テレビ カンテレドラマらぼ                                |
| 前番組                        | 番組名                        | 次番組                                                       |
| ----------------------------- | ----------------------------- | ------------------------------------------------------------ |
| （枠設立前）                  | ミナミの帝王ZERO              | 『このミス』大賞ドラマシリーズ 時空探偵おゆう 大江戸科学捜査 |

## OVA（アニメ）版
1993年製作、全二話。前述の映画・Vシネマ版同様、一話完結型の物語である。原作版を基にしているが、一部の展開はアニメオリジナルとなっている。
2014年現在、バンダイチャンネルにおいて配信されている。

### OVA（アニメ）版キャスト
- 萬田銀次郎 - 安原義人
- 坂上竜一 - 堀本等
- 第1話
  - 京三 - 郷里大輔
  - 牧子 - 榊原良子
  - 情次 - 大塚芳忠
  - 収蔵 - 飯塚昭三
  - 兵頭 - 梁田清之
  - おでん屋 - 菅原淳一
  - 子分 - 石田彰
  - ホステスA、B、C - 鈴木祐子、種田文子、吉田美保
- 第2話
  - 葉子 - 平辻朝子
  - 源内 - 今西正男
  - 柳田 - 北村弘一
  - 田沼 - 村松康雄
  - 本郷 - 千田光男
  - ヤクザA、B、B、C - 梁田清、石井康嗣、小形満
  - ホステスA、B、C、D - 熊谷ニーナ、鈴鹿千春、安居万里、藤田めいる

### OVA（アニメ）版スタッフ
- 監督・絵コンテ - 藤本義孝
- 製作 - 須崎一夫
- 脚本 - 山本優
- 総合プロデューサー - 浅賀孝郎
- プロデューサー - 岩川広司
- 企画 - 関根正明
- キャラクターデザイン、作画監督 - 渡辺真由美
- 撮影監督 - 阪本生長
- エンディング主題歌 - 「どないせっちゅんじゃい!」 作詞・作曲・編曲:大和朗 歌:濱田竜二 (1)、鬼の本部長 (2)
- 製作 - ケイエスエスエムイー

## ソーシャルゲーム
- 難波金融伝・ミナミの帝王（2011年12月、フィーチャーフォン用GREE）
- 炎の取立て人情劇-ミナミの帝王-（2011年12月、フィーチャーフォン用Mobage）
- ミナミの帝王〜お宝銀ちゃんコレクション〜（2012年5月、フィーチャーフォン用GREE）

## エピソード
- このヒットに便乗し、全く関係の無いミュージアムと言う会社が木村一八や岸本祐二、萩原流行主演で「キタの帝王」「新・キタの帝王シリーズ」というビデオを製作したことがある。内容も弁護士による復讐劇だったり、悪徳弁護士が表では裁けぬ悪事の数々を暴くと言うもので、ミナ帝シリーズとは全く関連性がないものである（しかもビデオパッケージに「ミナミに宣戦布告」と言うフレーズまであり、明らかにミナ帝を意識したものである）。その他、ミナミの帝王を製作するケイエスエスも同様に中条きよし主演の「闇金の帝王」を製作している。同じ会社が製作しているものの、内容に関連は無い。
- 作画の郷力也が初監督の作品『ミナミの帝王ヤング編・金貸し萬田銀次郎』が、2006年に映像化されている。これは幼少時代の銀次郎が、裕福な家庭から一転貧困に陥り、金貸し業として立ち上がるまでの内容を原作に基づいて描いているが、その時点では原作に描かれていなかった沢木英雄との出会いが加えられている。なお、ここでの主演は竹内力ではなく俳優のERIKUである。またビデオ製作会社も別会社だが、制作はエクセレントフィルムで共通している。
- 映画版に関しては、先行する金融漫画の「ナニワ金融道」にそっくりだとして、同作品作者の青木雄二が訴訟を起こし、結局「ミナミの帝王」側が「ナニワ金融道」の掲載されていたモーニングに謝罪広告を出した。青木雄二はこの作品をその様な経緯から敵視し、主人公のパロディである「銭田掏二朗」といった人物を「ナニワ金融道」に登場させ、同作品の主人公である灰原に叩かせるといったこともしている。また、本作も後発の金融漫画「闇金ウシジマくん」を批判するエピソードを描いている（トゴ、トジュウの高過ぎる利息を否定、女性債務者への風俗店あっせんや売春強要、直接的な暴力を使った取り立て方法を批判している）。